# Жмурное (Лельчицкий район)
Жмурное (бел. Жмурнае) — деревня в Лельчицком районе Гомельской области Беларуси. В составе Стодоличского сельсовета.
Неподалёку расположено месторождение железняка. На юге урочище Средний Остров.

## География

### Расположение
В 9 км на юг от Лельчиц, в 74 км от железнодорожной станции Ельск (на линии Калинковичи — Овруч), в 196 км от Гомеля.

### Гидрография
На юге, востоке и западе сеть мелиоративных каналов, соединённых с рекой Уборть (приток реки Припять).

## Транспортная сеть
Транспортные связи по местной, затем автомобильной дороге Стодоличи — Лельчицы. Планировка составляет полукруглую улицу, ориентированную с юго-запада на северо-восток, к которой присоединяются переулки. Застроена двусторонне деревянными крестьянскими усадьбами.

## История
Согласно письменным источникам известна с начала XIX века как селение в Мозырском уезде Минской губернии. В 1808 году владение помещика Сиверса, с 1809 года — помещика Гольста. Согласно переписи 1897 года в деревне действовали мельница, трактир, выселок; в Лельчицкой волости. В 1930 году организован колхоз «XVII съезд ВКП(б)», работала водяная мельница. Во время Великой Отечественной войны в июне 1943 года оккупанты сожгли деревню и убили 30 жителей. Согласно переписи 1959 года в составе колхоза имени И. В. Мичурина (центр — деревня Гребени), располагались начальная школа, библиотека, фельдшерско-акушерский пункт, клуб.
До 1 декабря 2013 года деревня в составе Гребеневского сельсовета.

## Население

### Численность
- 2004 год — 69 хозяйств, 115 жителей.

### Динамика
- 1897 год — 22 двора, 178 жителей; в выселке 2 двора, 21 житель (согласно переписи).
- 1908 год — 30 дворов, 199 жителей.
- 1917 год — 55 дворов, 312 жителей.
- 1940 год — 96 дворов, 320 жителей.
- 1959 год — 409 жителей (согласно переписи).
- 2004 год — 69 хозяйств, 115 жителей.